# Bolyerschlangen
Die Bolyerschlangen (Bolyeriidae) sind eine Familie der Schlangen. Die Stellung der Bolyerschlangen innerhalb der Schlangen ist noch nicht abschließend geklärt. Früher wurden sie in die ehemalige Überfamilie der Riesenschlangenartigen gestellt. Diese wurde aber auf Grund von genetischen Untersuchungen aufgespalten, wobei die größten Gruppen die Boas und die Pythons darstellen. Die Bolyerschlangen sind die Schwestergruppe einer größeren Klade, die aus den Überfamilien Booidea (Boas (Boidae)), Pythonoidea (Pythons (Pythonidae)  und Verwandte) und Uropeltoidea (Wühlschlangen (Anomochilidae) und Verwandte) besteht.

## Arten
Innerhalb der Familie der Bolyerschlangen gibt es nur zwei Arten in zwei Gattungen:
- Mauritiusboa (Bolyeria multocarinata)
- Round-Island-Boa (Casarea dussumieri)

Die Zuordnung der deutschen Namen zu den Gattungen variiert von Autor zu Autor.

## Anatomie
Bolyerschlangen erreichen eine Gesamtlänge von bis zu eineinhalb Metern. Von den Boas und Pythons unterscheiden sich die Bolyerschlangen durch das Fehlen von Resten eines Beckengürtels. Des Weiteren sind sie durch einen inneren und äußeren Oberkieferknochen gekennzeichnet. Die Hypapophysen, das sind zahnartige, mit Zahnschmelz überzogene Dornfortsätze, befinden sich bei den Bolyerschlangen auf dem hintersten Rumpfwirbel.

## Lebensraum und Nahrung
Beide Arten bewohnen bzw. bewohnten ausschließlich die Insel Round Island, nördlich von Mauritius. Die Round-Island-Boa bevorzugt Bäume, die Mauritiusboa kam auf Steinfeldern und in Felsspalten vor. Ihre Hauptnahrungsquelle sind ausschließlich endemische Eidechsen, wie Geckos und Skinke.

## Schutzstatus
Ursprünglich kamen Bolyerschlangen auch direkt auf Mauritius und ein paar kleineren Inseln vor, aber dort wurden sie schon in der Vergangenheit durch verwilderte Hausschweine ausgerottet. Die Round-Island-Boa ist unmittelbar vom Aussterben bedroht. Die Mauritiusboa ist unter Umständen schon ausgestorben. Seit dem Jahr 1975 wurden auf Round Island keine Exemplare mehr nachgewiesen.
Die 1840 vom Menschen auf Round Island eingeführten Ziegen und Kaninchen stellten bis in die 1980er Jahre eine große Bedrohung für die Schlangen dar. Auf Initiative der Mauritius Wildlife Foundation wurden die invasiven Tiere von der Insel entfernt und die gesamte Insel zum strenggeschützen Naturschutzgebiet erklärt. Während die Maßnahmen für die Mauritiusboa zu spät kamen, konnte der Bestand der Round-Island-Boa von nur 75 (in den 1980er Jahren) auf ungefähr 1000 Exemplare in der heutigen Zeit erhöht werden.